# هاسامی، ناگاساکی
هاسامی، ناگاساکی (به لاتین: Hasami, Nagasaki) یک منطقهٔ مسکونی در ژاپن است که در استان ناگاساکی واقع شده‌است. هاسامی  ۱۵٬۰۳۳ نفر جمعیت دارد.